# Smoke
Smoke, estrenada con el título Cigarros en Hispanoamérica, es una película estadounidense de 1995, dirigida por Wayne Wang. El escritor Paul Auster, autor del guion, fue también codirector (aunque no conste así en los créditos).
La película tuvo una continuación titulada Blue in the Face, siguiendo a parte de los personajes de la primera e introduciendo algunos nuevos.

## Argumento
En torno a un estanco se desenvuelven las historias de un puñado de personajes solitarios cuyas vidas parecen marcadas por el azar: el escritor Paul Benjamin (William Hurt), que trata de recomponer su vida tras la muerte de su esposa por culpa de una bala perdida en un atraco; el joven Rashid Cole (Harold Perrineau), que trata de encontrar a su padre, que le abandonó cuando solo era un niño; Cyrus Cole (Forest Whitaker), que vive la amputación de su brazo izquierdo como un castigo divino; o el dependiente Auggie Wren (Harvey Keitel), que guarda en su pasado algunos secretos de los que no está del todo orgulloso.

## Reparto
- William Hurt como Paul Benjamin
- Harvey Keitel como Augustus "Auggie" Wren
- Forest Whitaker como Cyrus Cole
- Victor Argo como Vinnie
- Stockard Channing como Ruby McNutt
- Ashley Judd como Felicity
- Giancarlo Esposito como Tommy Finelli, Hombre OTB #1
- José Zúñiga como Jerry, Hombre OTB #2
- Jared Harris como Jimmy Rose
- Daniel Auster como Ladrón de Libros
- Harold Perrineau como Thomas "Rashid" Cole (como Harold Perrineau Jr.)
- Deirdre O'Connell como Sue, la Camarera
- Michelle Hurst como Aunt Em
- Erica Gimpel como Doreen Cole
- Malik Yoba como The Creeper
- Mary B. Ward como April Lee
- Clarice Taylor como Grandma Ethel

## Premios
| Fecha | Premio             | Categoría                                 | Receptor(es)  | Resultado |
| ----- | ------------------ | ----------------------------------------- | ------------- | --------- |
| 1995  | Berlinale          | Oso de Plata - Premio Especial del Jurado |               | Ganadora  |
| 1996  | Bodil              | Mejor película americana                  |               | Ganadora  |
| 1996  | Chlotrudis         | Mejor actor                               | Harvey Keitel | Nominado  |
| 1996  | César              | Mejor película extranjera                 |               | Nominada  |
| 1996  | Independent Spirit | Mejor primer guion                        | Paul Auster   | Ganador   |
| 1998  | Cóndor de Plata    | Mejor película extranjera                 |               | Ganadora  |